# Grand Rapids Griffins
I Grand Rapids Griffins sono una squadra di hockey su ghiaccio dell'American Hockey League con sede nella città di Grand Rapids, nello Stato del Michigan. Nati nel 1996 come formazione della IHL, dal 2001 sono iscritti in AHL. Disputano i loro incontri casalinghi presso la Van Andel Arena e sono affiliati ai Detroit Red Wings, franchigia della National Hockey League.

## Storia

Logo usato dal 1996 fino al 2015.

In seguito alla costruzione di un nuovo palazzetto, denominato Van Andel Arena, nel 1996 un gruppo di imprenditori iniziò a trattare con IHL, AHL e ECHL per cercare di stabilire una nuova franchigia in città. In seguito alle garanzie finanziarie date dalla proprietà e al supporto dei tifosi locali la IHL decise ufficialmente di concedere alla città di Grand Rapids una nuova squadra; il nome Griffins fu scelto tramite un sondaggio aperto ai cittadini. Il grifone scelto come simbolo della squadra è lo stesso di Perugia, città gemellata con Grand Rapids.
Nelle prime tre stagioni la squadra non fu legata ad alcuna franchigia della NHL, e iniziò a reclutare atleti dalle varie leghe minori nordamericane. Nel 1999 la dirigenza si accordò per diventare il farm team degli Ottawa Senators per le stagioni successive, incluso il primo campionato giocato in AHL, nella stagione 2001-2002.
Nel 2002 i Grand Rapids Griffins si accordarono con i Detroit Red Wings per diventare la loro nuova squadra satellite in AHL. In passato gli Adirondack Red Wings erano considerati dalla dirigenza dei Red Wings troppo distanti, e per questo la franchigia fu dismessa in attesa di essere trasferita a Toledo, molto più vicino a Detroit. Il trasferimento sfumò e i Red Wings scelsero di stringere un accordo con i Griffins, situati sempre nello Stato del Michigan.
In IHL i Griffins hanno conquistato due titoli divisionali, un premio come miglior squadra della stagione regolare e un titolo di conference, mentre dal quando militano nella AHL hanno vinto quattro titoli di division e uno di regular season. Nella stagione 2012-13 i Griffins hanno conquistato per la prima volta nella loro storia la Calder Cup sconfiggendo per 4-2 i Syracuse Crunch.
Nell'estate del 2015 la franchigia presentò un nuovo logo e delle nuove divise cambiando quasi totalmente i vecchi colori sociali presenti dalla creazione della squadra.

### Affiliazioni
Nel corso della loro storia i Grand Rapids Griffins sono stati affiliati alle seguenti franchigie della National Hockey League:
- Ottawa Senators: (1999-2002)
- Detroit Red Wings: (2002-)

## Record stagione per stagione
| Stagione                    | Division  | Gare | V  | S  | P  | OTL | SOL | Punti | GF  | GS  | Piazzamento | Play-off |
| --------------------------- | --------- | ---- | -- | -- | -- | --- | --- | ----- | --- | --- | ----------- | --- |
| Grand Rapids Griffins (IHL) |           |      |    |    |    |     |     |       |     |     |             | |
| 1996-97                     | Northeast | 82   | 40 | 30 | -  | 12  | -   | 92    | 244 | 246 | 5°          | perde 1º turno (Orlando) 2-3                                                                                                   |
| 1997-98                     | Northeast | 82   | 38 | 31 | -  | 13  | -   | 89    | 225 | 242 | 3°          | perde 1º turno (Cincinnati) 0-3                                                                                                |
| 1998-99                     | Northeast | 82   | 34 | 40 | -  | 8   | -   | 76    | 256 | 281 | 4°          | |
| 1999-00                     | Eastern   | 82   | 51 | 22 | -  | 9   | -   | 111   | 254 | 200 | 1°          | vince 2º turno (Cleveland) 4-2 vince semifinali (Cincinnati) 4-1 perde Turner Cup (Chicago) 2-4                                |
| 2000-01                     | Eastern   | 82   | 53 | 22 | -  | 7   | -   | 113   | 279 | 196 | 1°          | vince 2º turno (Cleveland) 4-0 perde semifinali (Orlando) 2-4                                                                  |
| Grand Rapids Griffins (AHL) |           |      |    |    |    |     |     |       |     |     |             | |
| 2001-02                     | West      | 80   | 42 | 27 | 11 | 0   | -   | 95    | 217 | 178 | 1°          | perde 1º turno (Chicago) 2-3                                                                                                   |
| 2002-03                     | Central   | 80   | 48 | 22 | 8  | 2   | -   | 106   | 240 | 177 | 1°          | vince 1º turno (Wilkes-Barre) 3-1 vince 2º turno (Chicago) 4-0 perde semifinali (Houston) 3-4                                  |
| 2003-04                     | West      | 80   | 44 | 28 | 8  | 0   | -   | 96    | 196 | 166 | 2°          | perde 1º turno (Chicago) 0-4                                                                                                   |
| 2004-05                     | West      | 80   | 41 | 35 | -  | 2   | 2   | 86    | 200 | 200 | 5°          | |
| 2005-06                     | North     | 80   | 55 | 20 | -  | 1   | 4   | 115   | 323 | 247 | 1°          | vince 1º turno (Toronto) 4-1 vince 2º turno (Manitoba) 4-3 perde semifinali (Milwaukee) 0-4                                    |
| 2006-07                     | North     | 80   | 37 | 32 | -  | 6   | 5   | 85    | 226 | 244 | 4°          | perde 1º turno (Manitoba) 3-4                                                                                                  |
| 2007-08                     | North     | 80   | 31 | 41 | -  | 2   | 6   | 70    | 210 | 245 | 5°          | |
| 2008-09                     | North     | 80   | 43 | 25 | -  | 6   | 6   | 98    | 255 | 226 | 3°          | vince 1º turno (Hamilton) 4-2 perde 2º turno (Manitoba) 0-4                                                                    |
| 2009-10                     | North     | 80   | 34 | 39 | -  | 3   | 4   | 75    | 244 | 265 | 7°          | |
| 2010-11                     | North     | 80   | 36 | 34 | -  | 2   | 8   | 82    | 227 | 254 | 6°          | |
| 2011-12                     | North     | 76   | 33 | 32 | -  | 7   | 4   | 77    | 245 | 249 | 4°          | |
| 2012-13                     | Midwest   | 76   | 42 | 26 | -  | 4   | 4   | 92    | 234 | 205 | 1°          | vince 1º turno (Houston) 3-2 vince 2º turno (Toronto) 4-2 perde semifinali (Oklahoma City) 4-3 vince Calder Cup (Syracuse) 4-2 |
| 2013-14                     | Midwest   | 76   | 46 | 23 | -  | 2   | 5   | 99    | 238 | 187 | 2°          | vince 1º turno (Abbotsford) 3-1 perde 2º turno (Texas) 2-4                                                                     |
| 2014-15                     | Midwest   | 76   | 46 | 22 | -  | 6   | 2   | 100   | 249 | 182 | 1°          | vince 1º turno (Toronto) 3-2 vince 2º turno (Oklahoma City) 4-3 perde semifinali (Utica) 2-4                                   |
| Grand Rapids Griffins (AHL) |           |      |    |    |    |     |     |       |     |     |             | |
| 2015-16                     | Central   | 76   | 44 | 30 | -  | 1   | 1   | 90    | 238 | 195 | 4°          | vince 1º turno (Milwaukee) 3-0 perde 2º turno (Lake Erie) 2-4                                                                  |

## Divise storiche
| Casalinga 1996-15 | Trasferta 1996-15 |

## Giocatori

### Numeri ritirati
| Numeri ritirati dai Grand Rapids Griffins |                 |       |           |                |
| N°                                        | Giocatore       | Ruolo | Anni      | Anno di ritiro |
| 24                                        | Travis Richards | D     | 1996-2006 | 2006           |

## Record della franchigia

### Singola stagione
Gol: 56  Donald MacLean (2005-06)
Assist: 60  Jiří Hudler (2005-06)
Punti: 101  Michel Picard (1996-97)
Minuti di penalità: 390  Darryl Bootland (2005-06)
Vittorie: 34  Mike Fountain (2000-01),  Joey MacDonald (2004-05)
Media gol subiti: 1.83  Martin Prusek (2001-02)
Parate %: .936  Joey MacDonald (2002-04)

### Carriera
Gol: 158  Michel Picard
Assist: 222  Michel Picard
Punti: 380  Michel Picard
Minuti di penalità: 1.164  Darryl Bootland
Vittorie: 90  Jimmy Howard
Shutout: 16  Joey MacDonald
Partite giocate: 655  Travis Richards

## Palmarès

### Premi di squadra
- Calder Cup: 1

2012-2013
- Fred A. Huber Trophy: 1

2000-2001
- Macgregor Kilpatrick Trophy: 1

2005-2006
- John D. Chick Trophy: 1

2002-2003
- Norman R. "Bud" Poile Trophy: 4

2001-2002, 2005-2006, 2012-2013, 2014-2015
- Robert W. Clarke Trophy: 1

2012-2013
- Sam Pollock Trophy: 1

2005-2006

### Premi individuali
- Aldege "Baz" Bastien Memorial Award: 2

Martin Prusek: 2001-2002
Marc Lamothe: 2002-2003
- Commissioner's Trophy: 1

Guy Charron: 1999-2000
- Eddie Shore Award: 1

Niklas Kronwall: 2004-2005
- Fred T. Hunt Memorial Award: 2

Chris Minard: 2011-2012
Jeff Hoggan: 2014-2015
- Harry "Hap" Holmes Memorial Award: 2

Martin Prusek, Simon Lajeunesse e Mathieu Chouinard: 2001-2002
Marc Lamothe e Joey MacDonald: 2002-2003
- Jack A. Butterfield Trophy: 1

Tomáš Tatar: 2012-2013
- Leo P. Lamoureux Memorial Trophy: 1

Derek King: 2000-2001
- Les Cunningham Award: 1

Donald MacLean: 2005-2006
- Louis A. R. Pieri Memorial Award: 1

Bruce Cassidy: 2001-2002
Jeff Blashill: 2013-2014
- Willie Marshall Award: 2

Donald MacLean: 2005-2006
Teemu Pulkkinen: 2014-2015